# Élise Orliac
Pour les articles homonymes, voir Orliac (homonymie).
Élise Orliac, née Canoby, à Nantes, le 17 janvier 1822, morte le 17 novembre 1900 à Pornic, est une portraitiste française.

## Biographie
Elle fait ses études à Paris et travaille, pendant neuf ans, dans l'atelier de Léon Cogniet. Professeure de dessin, elle dirige un cours particulier à Nantes à partir de 1875. Spécialiste des portraits, elle expose aux Salons de Paris en 1857, 1869 et 1870. Elle expose à Nancy en 1864 et à Fontainebleau, où elle s'installe en 1869.
Elle se marie avec Achille Orliac, ténor de l'Opéra de Paris. Revenue à Nantes, elle dirige un cours particulier de dessin à partir de 1875.
En 1883, elle suit la session de dessin au Cercle des Beaux-Arts.
Elle a un fils Maurice, qui sera professeur à l'école des Beaux Arts de Nantes. Egalement peintre, il a exposé au salon de Paris en 1888.
L'écrivain Michel Chaillou est l'arrière-arrière-petit-fils d'Elise Orliac. 

## Œuvres
- Salon nantais en 1886 : étude de petite fille
- Salon de peinture et sculpture de juin 1857 : Portrait de la jeune fille
- Portrait de M. O..., pastel, 1857, Paris, Salon Palais des Champs-Elysées[4]
- Portrait de Mlle Anna Debonne, rôle d’Iphigénie,1861, Paris, Salon Palais des Champs-Elysées[4]
- Portrait de Mme C..., pastel,1857, Paris, Salon Palais des Champs-Elysées[4]
- Portrait de Mme G..., pastel,1857, Paris, Salon Palais des Champs-Elysées[4]
- Femme et enfant ramassant du bois ; forêt de Fontainebleau,1870, Paris, Salon Palais des Champs-Elysées[4]
- Portrait d’enfant ; dessin,1868, Paris, Salon Palais des Champs-Elysées[4]
- Portrait de femme en 1879, château des Ducs de Bretagne-musée d'histoire de Nantes
- Portrait d'homme en 1879